# Crocidura latona
Crocidura latona — вид білозубок з роду Crocidura. Це ендемік Демократичної Республіки Конго. Його природне середовище існування — субтропічні або тропічні вологі рівнинні ліси.